# Букринский плацдарм

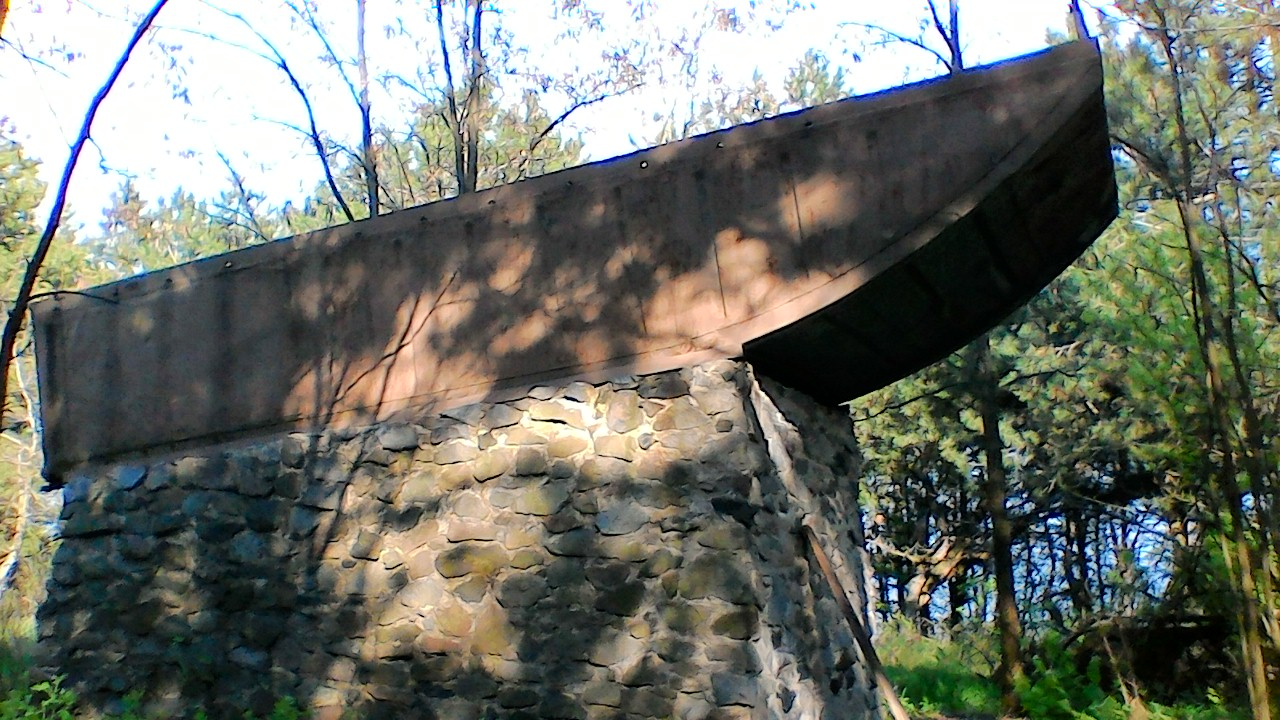
Памятник-понтон близ места переправы у Григоровки

Букри́нский плацдарм — один из плацдармов на западном берегу реки Днепр, в районе Великого Букрина (80 км юго-восточнее Киева), захваченный в сентябре 1943 года войсками Воронежского фронта (ген. армии Н. Ф. Ватутин) в ходе Битвы за Днепр 1943 года. Советским войскам противостояли части северного фланга 8-й полевой армии вермахта.

## Захват плацдарма
На участках Днепра реки между Ходоров и Григоровка река делает крутой изгиб, образуя карман в сторону восточного берега небольшой по площади и всего около 10 км в основании выступа. При этом западный берег имеет большую крутизну, а ширина водной поверхности достигала в 1943 году 700 метров. По этим причинам немецкое командование считало маловероятным форсирование наступавшими советскими войсками водной преграды в данном месте и держало на участке относительно небольшие силы.
По мере развития Сумско-Прилукской фронтовой наступательной операции, к исходу 21 сентября части 7-го и 6-го гвардейских танковых корпусов, 9-го механизированного корпуса 3-й гвардейской танковой армии генерала-лейтенанта П. С. Рыбалко, наступая с севера и северо-востока, прорвались к Днепру. В ночь с 21 на 22 сентября с востока, тесня отступающие немецкие войска, в район Хоцки вышли передовые части 40-й армии генерала-полковника К. С. Москаленко. Командование Воронежского фронта приняло решение воспользоваться некоторым замешательством немецкого командования и поставило задачу своим войскам форсировать Днепр сходу, используя подручные средства и не дожидаясь подхода инженерных частей фронта.
Уже ночью 22 сентября форсирование реки и захват первых плацдармов происходил сразу на трёх участках. Напротив Ходорова и севернее Великого Букрина переправы осуществляли подразделения 23-й гвардейской мотострелковой бригады (7 гв. тк). В районе сел Зарубинцы (ныне не существует) и Луковица переправлялись группы из бойцов 69-й механизированной бригады (9 мк). Южнее, в районе Григоровки действовали мотострелки 51-й гвардейской танковой и 22-й гвардейской мотострелковой бригад (6 гв. тк). Однако днём 22 сентября немцам удалось почти полностью восстановить оборону по правому берегу в районах переправ. В ночь на 23 сентября севернее Григоровки переправу на правый берег начали части 38-й стрелковой дивизии 40-й армии.

## Бои за плацдарм
С 23 сентября советские войска вели ожесточённые бои за удержание и расширение плацдарма. Противник подтянул к нему крупные силы (10 дивизий, в том числе 5 танковых и 1 моторизованную) и предпринимал контратаки. К 30 сентября Букринский плацдарм составлял 11 км по фронту и до 6 км в глубину. На нём сосредоточились основные силы 27-й и 40-й армий, мотострелковые части 3-й гвардейской танковой армии.

## Значение плацдарма
В октябре 1943 года с Букринского плацдарма дважды предпринималось наступление советских войск с целью освобождения Киева, но безуспешно. Вследствие этого решением Ставки ВГК главные усилия 1-го Украинского фронта (до 20 октября — Воронежский фронт) были перенесены с Букринского плацдарма на Лютежский плацдарм, с которого 3 ноября ударная группировка фронта нанесла главный удар в Киевской наступательной операции 1943 года.
С Букринского плацдарма на Лютежский были скрытно переброшены 3-я гвардейская танковая армия и ряд стрелковых и артиллерийских соединений. Оставшиеся на Букринском плацдарме 40-я и 27-я армии 1 ноября 1943 года перешли в наступление, чем отвлекли на себя значительные силы противника и сыграли большую роль в успехе Киевской наступательной операции и освобождении Киева.

## Потери
В Букринской (фронтовой) наступательной операции с 12 октября по 24 октября 1943 года Воронежский (с 20.10.43 г. 1-й Украинский) фронт потерял безвозвратно 6498 чел., а санитарные потери составили 21 440 чел., то есть всего 27938 чел. При этом не следует также забывать потери, понесенные советскими войсками у Букрина 22 сентября — 11 октября 1943 г. и 25 октября — 3 ноября 1943 г.

## Отражение в культуре
События на Букринском плацдарме в сентябре—октябре 1943 года были отображены в произведениях художественной литературы и кинематографа:
- «Батальоны просят огня» — повесть Юрия Бондарева, 1957 г.
- «Прорыв» — второй фильм киноэпопеи «Освобождение», 1969 г.
- «Батальоны просят огня» — телевизионный сериал по одноимённой повести Юрия Бондарева, 1985 г.
- «Плацдарм» — вторая книга романа «Прокляты и убиты» В. Астафьева, 1995 г.
- «Генерал и его армия» — роман Г. Н. Владимова, 1996 г.